# (32651) 4208 P-L
4208 P-L (asteroide 32651) é um asteroide da cintura principal. Possui uma excentricidade de 0.11775590 e uma inclinação de 12.49604º.
Este asteroide foi descoberto no dia 24 de setembro de 1960 por Cornelis Johannes van Houten e Ingrid van Houten-Groeneveld e Tom Gehrels em Palomar.